# Klagenfurter Athletiksportclub
Der Klagenfurter Athletiksportclub (KAC) ist ein Sportverein aus Klagenfurt unter dem Dach des ASVÖ. Seine bekannteste Sektion ist der Eishockeyverein EC KAC. Seine Ursprungssektion ist der Fußballverein KAC 1909. Daneben betreibt er die Sektionen Radsport, Handball, Fechtsport, Tischtennis, Floorball, Lacrosse und Tanzsport.

## Geschichte
Der Verein wurde 1909 von Absolventen und Lehrern der Klagenfurter Realschule als 1. Fußballklub Klagenfurt gegründet. Er öffnete sich rasch für weitere Sportarten und benannte sich deshalb 1911 zum 1. Fußball- und Athletiksportklub Klagenfurt um. Der Erste Weltkrieg und der Kärntner Abwehrkampf brachten die Vereinsarbeit beinahe zum Erliegen; 1920 gelang jedoch ein Neuanfang, der sich auch in der Umbenennung zum Klagenfurter Athletiksportclub mit den Vereinsfarben rot und weiß niederschlug. Die Eishockeysektion entstand 1923, nahm jedoch erst ab 1927 an Mannschaftsbewerben teil.
Der Zweite Weltkrieg brachte die Vereinsarbeit neuerlich an den Rand des Stillstandes; die Eishockeysektion blühte erst Mitte der Fünfzigerjahre durch erhebliche Unterstützung interessierter Bürger und Unternehmen wieder auf, entwickelte sich daraufhin jedoch zum Rekordmeister.
Da sich die Sektionen in Größe, Budget und Professionalisierungsgrad sehr unterschiedlich entwickelten, erfolgte 1995 eine Neuordnung, bei der die Sektionen in eigene Vereine ausgelagert wurden, die jedoch weiterhin im Dachverein zusammengefasst sind.

## Belege
1. ↑  Vereine - KAC Dachverein, seit 1909, KAC. In: home-of-kac.at. Abgerufen am 1. Januar 2023.
2. ↑  Geschichte – EC-KAC - Klagenfurt Eishockey. In: kac.at. Abgerufen am 1. Januar 2023.